# Tagliacozzo
Tagliacozzo es una  localidad italiana de la provincia de L'Aquila, región de Abruzos de 6.832 habitantes.

## Fracciones
Las fracciones del municipio son San Giacomo, Gallo di Tagliacozzo, Nuovo Borgo Rurale, Oriente, Poggetello, Poggio Filippo, Roccacerro, San Donato di Tagliacozzo,  Sfratati, Sorbo, Tremonti, Villa San Sebastiano  Marsia.
En la parte más alta de la ciudad de Tagliacozzo se encuentra el distrito más antiguo, N'Zulatera (Altolaterra), en el pasado era habitada principalmente por campesinos, pero ahora ha crecido, convirtiéndose en una atracción turística.

## Evolución demográfica
| Gráfica de evolución demográfica de Tagliacozzo entre 1861 y 2001 |
|                                                                   |
| Fuente ISTAT - elaboración gráfica por Wikipedia                  |